# Рогатиця
Рога́тиця — місто у східній частині Боснії і Герцеговини, центр однойменного муніципалітету. Розташоване за 60 кілометрів на північний схід від Сараєва.

## Демографія

### 1971
- Разом — 25 501
- Боснійці — 15 096 (59,19 %)
- Серби — 10 208 (40,02 %)
- Хорвати — 45 (0,17 %)
- Югослави — 62 (0,24 %)
- Інші — 90 (0,38 %)

### 1991
Муніципалітет:
- Разом — 21 812
- Боснійці — 15 374 (60,38 %)
- Серби — 10 169 (30,48 %)
- Югослави — 185 (0.85 %)
- Хорвати — 18 (0.08 %)
- Інші — 66 (0.30 %)

Місто:
- Боснійці — 5 662 (63 %)
- Серби — 3 062 (34 %)
- Югослави — 139 (2 %)
- Інші — 1 %

Перепис не проводився з 1991 року. За оцінками на 2012 рік у місті проживає 18 000 етнічних сербів.